# Surtees TS20
O  TS20  é o modelo da Surtees da temporada de 1978 da F1. Foi guiado por René Arnoux, Vittorio Brambilla, Beppe Gabbiani, Carlo Franchi e Rupert Keegan.